# Psiconeuroimunologia
Psiconeuroimunologia (PNI) ou psiconeuroendocrinoimunologia (PNEI) é o estudo das interações entre comportamento e os sistemas nervoso, endócrino e imunológico do corpo humano. O PNI adota uma abordagem interdisciplinar, incorporando psicologia, neurociência, imunologia, fisiologia, genética, farmacologia, biologia molecular, psiquiatria, medicina comportamental, doenças infecciosas, endocrinologia e reumatologia. Surgiu após a percepção de que o sistema imunológico não trabalha de forma autônoma como inicialmente suposto. As substâncias mais frequentemente envolvidas são os antígenos e as citocinas, neurotransmissores e hormônios em geral.
O principal interesse da PNI são as interacções entre os sistemas nervoso e imunológico e as relações entre processos mentais e saúde. A PNI estuda, entre outras coisas, o funcionamento fisiológico do sistema neuroimunológico na saúde e na doença; distúrbios do sistema neuroimunológico (doenças autoimunes, hipersensibilidade, imunodeficiência); e as características físicas, químicas e fisiológicas dos componentes do sistema neuroimunológico in vitro, in situ e in vivo.

## História
O interesse na relação entre síndromes ou sintomas psiquiátricos e a função imune tem sido um tema consistente desde o início da medicina moderna.

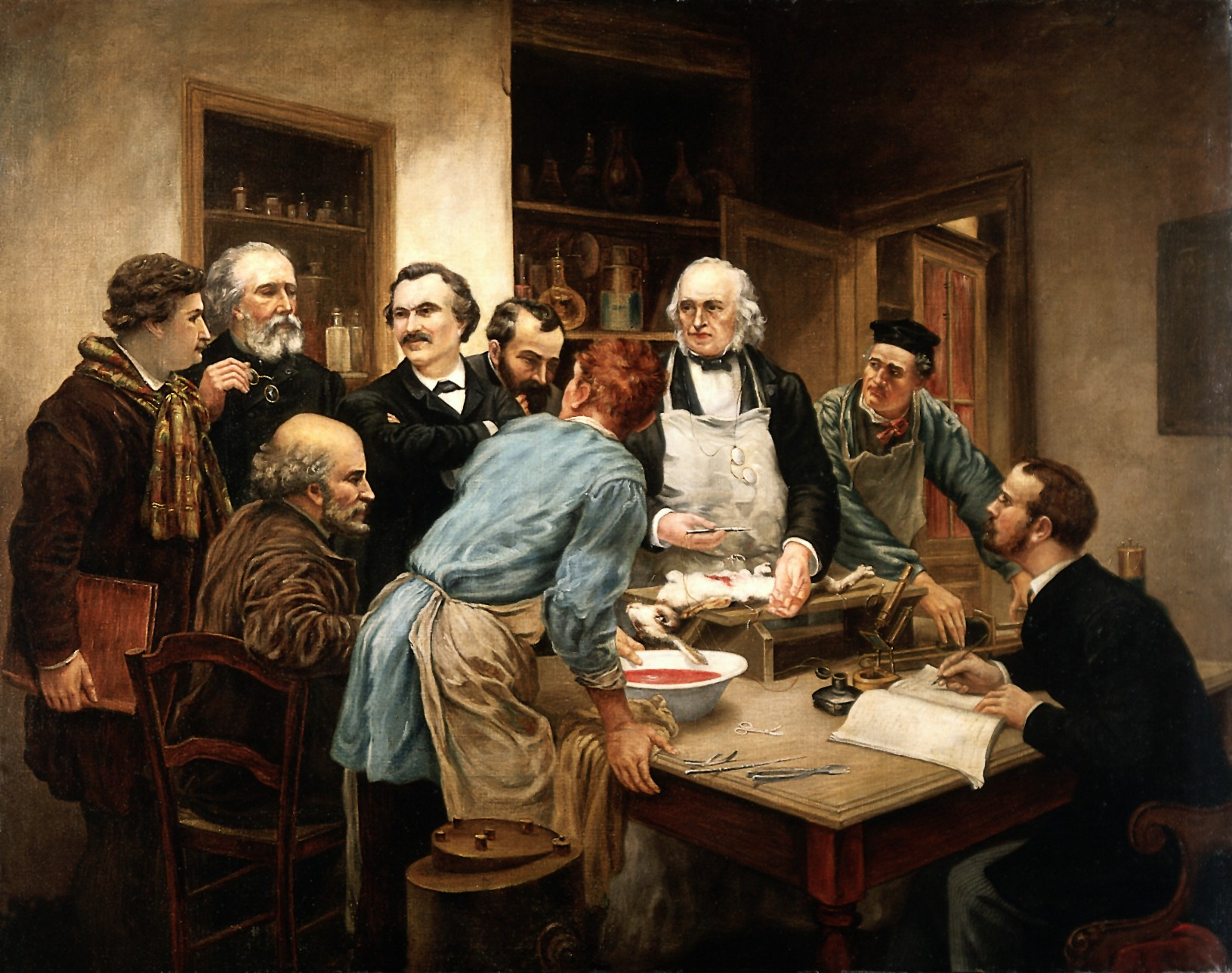
Claude Bernard, o pai da fisiologia moderna, com seus alunos.

Claude Bernard, um fisiologista do Museu Nacional de História Nacional da França, formulou o conceito de ambiente interior em meados de 1800. Em 1865, Bernard descreveu a perturbação do estado interno:  "… há funções protetoras de elementos orgânicos que mantêm materiais vivos em reserva e mantêm sem interrupção umidade, calor e outras condições indispensáveis à atividade vital. Doença e morte são apenas um deslocamento ou uma perturbação desse mecanismo " (Bernard, 1865). Walter Cannon, um professor de fisiologia da Universidade de Harvard cunhou o termo comumente usado, homeostase, em seu livro A Sabedoria do Corpo, 1932, da palavra grega homoios, que significa semelhante, e stasis, significando posição. Em seu trabalho com animais, Cannon observou que qualquer mudança emocional no estado do animal, como ansiedade, angústia ou raiva, era acompanhada por cessação total dos movimentos do estômago. Estes estudos analisaram a relação entre os efeitos das emoções e percepções sobre o sistema nervoso autônomo, ou seja, as respostas simpática e parassimpática que iniciaram o reconhecimento da resposta ao congelamento, luta ou fuga. Suas descobertas foram publicadas de tempos em tempos em revistas profissionais e, em seguida, resumidas em forma de livro em The Mechanical Factors of Digestion, publicado em 1911.

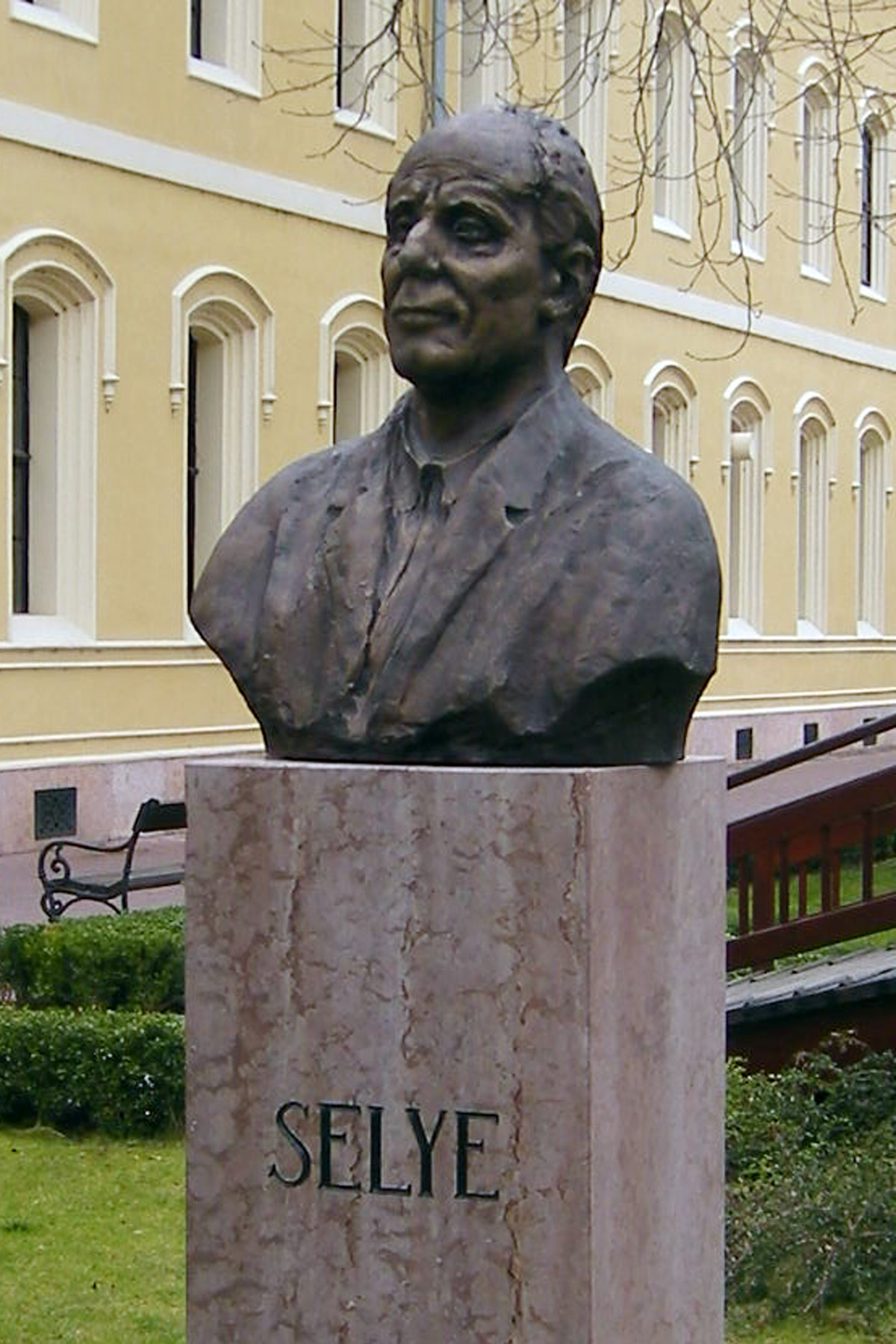
Busto de Hans Selye na Universidade Selye János, Komárno, Eslováquia

Hans Selye, um estudante da Universidade Johns Hopkins e da Universidade McGill, e pesquisador na Universidade de Montreal, experimentou com animais colocando eles em diferentes condições adversas tanto físicas quanto mentais e notou que sob essas dificuldades, o corpo adaptou-se consistentemente a curar e recuperar. Muitos anos de experimentação formou uma base empírica para o conceito de Selye de Síndrome da Adaptação Geral. Esta síndrome consiste em um aumento da glândula adrenal, atrofia do timo, baço e outros tecidos linfóides e gastriculcerações.
Selye descreve três estágios de adaptação, incluindo uma breve reação inicial de alarme, seguida por um período prolongado de resistência e um estágio terminal de exaustão e morte. Este trabalho fundamental levou a uma rica linha de pesquisa sobre o funcionamento biológico dos glicocorticóides.
Estudos de meados do século XX de pacientes psiquiátricos relataram alterações imunes em indivíduos psicóticos, incluindo números menores de linfócitos e menor resposta de anticorpos à vacinação contra coqueluche, comparados com indivíduos controle não psiquiátricos. Em 1964, George F. Solomon, da Universidade da Califórnia em Los Angeles, e sua equipe de pesquisa cunharam o termo "psicoimunologia" e publicaram um artigo de referência: "Emoções, imunidade e doença: uma integração teórica especulativa".

## Origem
Em 1975, Robert Ader e Nicholas Cohen, da Universidade de Rochester, avançaram o PNI com sua demonstração de condicionamento clássico da função imunológica, e posteriormente cunharam o termo "psiconeuroimunologia". Ader estava investigando quanto tempo as respostas condicionadas (no sentido do condicionamento de cães de Pavlov para babar quando ouviam uma campainha) poderiam durar em ratos de laboratório. Para condicionar os ratos, ele usou uma combinação de água tratada com sacarina (o estímulo condicionado) e a droga Cytoxan, que incondicionalmente induz náusea e aversão ao sabor e supressão da função imunológica. Ader ficou surpreso ao descobrir que, após o condicionamento, apenas a alimentação dos ratos com água contaminada com sacarina estava associada à morte de alguns animais e ele propôs que eles tinham sido imunossuprimidos após receberem o estímulo condicionado. Ader (um psicólogo) e Cohen (um imunologista) testaram diretamente essa hipótese imunizando deliberadamente animais condicionados e incondicionados, expondo esses e outros grupos de controle ao estímulo do gosto condicionado, e então medindo a quantidade de anticorpos produzidos. Os resultados altamente reprodutíveis revelaram que ratos condicionados expostos ao estímulo condicionado foram de fato imunossuprimidos. Em outras palavras, um sinal via sistema nervoso (paladar) estava afetando a função imunológica. Este foi um dos primeiros experimentos científicos que demonstraram que o sistema nervoso pode afetar o sistema imunológico.
Na década de 1970, Hugo Besedovsky, Adriana del Rey e Ernst Sorkin, trabalhando na Suíça, relataram interações imuno-neuro-endócrinas multidirecionais, pois mostram que não apenas o cérebro pode influenciar os processos imunológicos, mas também a própria resposta imune pode afetar mecanismos cerebrais e neuroendócrinos. Eles descobriram que as respostas imunes a antígenos inócuos desencadeiam um aumento na atividade dos neurônios hipotalâmicos e respostas nervosas nervosas e autonômicas que são relevantes para a imunorregulação e são integradas nos níveis cerebrais. Nessas bases, eles propuseram que o sistema imunológico atua como um órgão receptor sensorial que, além de seus efeitos periféricos, pode comunicar ao cérebro e às estruturas neuro-endócrinas associadas seu estado de atividade. Esses pesquisadores também identificaram produtos de células imunes, posteriormente caracterizadas como citocinas, que mediam essa comunicação imune-cerebral.
Em 1981, David L. Felten, então trabalhando na Escola de Medicina da Universidade de Indiana, descobriu uma rede de nervos que leva aos vasos sanguíneos, bem como às células do sistema imunológico. O pesquisador, junto com sua equipe, também encontrou nervos no timo e no baço terminando perto de aglomerados de linfócitos, macrófagos e mastócitos, os quais ajudam a controlar a função imunológica. Esta descoberta forneceu uma das primeiras indicações de como ocorre a interação neuroimune. 
Ader, Cohen e Felten editaram o livro inovador Psychoneuroimmunology em 1981, que estabeleceu a premissa subjacente de que o cérebro e o sistema imunológico representam um sistema único e integrado de defesa. 
Em 1985, a pesquisa da neurofarmacologista Candace Pert, do Instituto Nacional de Saúde da Universidade de Georgetown, revelou que receptores específicos de neuropeptídeos estão presentes nas paredes celulares do cérebro e do sistema imunológico. A descoberta de que os neuropeptídeos e os neurotransmissores agem diretamente sobre o sistema imunológico mostra sua íntima associação com as emoções e sugere mecanismos pelos quais as emoções, do sistema límbico e da imunologia, são profundamente interdependentes. Mostrar que os sistemas imunológico e endócrino são modulados não apenas pelo cérebro, mas também pelo próprio sistema nervoso central, afetando a compreensão das emoções, bem como as doenças. 
Os avanços contemporâneos em psiquiatria, imunologia, neurologia e outras disciplinas integradas da medicina fomentaram um enorme crescimento do PNI. Os mecanismos subjacentes às alterações comportamentais induzidas da função imunológica e às alterações imunes que induzem mudanças comportamentais provavelmente terão implicações clínicas e terapêuticas que não serão totalmente compreendidas até que se saiba mais sobre a extensão dessas inter-relações em estados normais e fisiopatológicos.

## A alça do sistema imunológico
A pesquisa da PNI procura os mecanismos exatos pelos quais efeitos neuroimunes específicos são alcançados. Evidências de interações nervosas-imunológicas existem em múltiplos níveis biológicos.
O sistema imunológico e o cérebro se comunicam através de vias de sinalização. O cérebro e o sistema imunológico são os dois principais sistemas adaptativos do corpo. Duas importantes vias estão envolvidas nesse cross-talk: o eixo Hipotalâmico-hipofisário-adrenal (eixo HPA) e o sistema nervoso simpático (SNS), através do eixo simpático-adrenal-medular (eixo SAM). A ativação do SNS durante uma resposta imune pode ser destinada a localizar a resposta inflamatória.
O principal sistema de gerenciamento de estresse do corpo é o eixo HPA. O eixo HPA responde ao desafio físico e mental para manter a homeostase, em parte, controlando o nível de cortisol do corpo. A desregulação do eixo HPA está implicada em inúmeras doenças relacionadas ao estresse, com evidências de metanálises indicando que diferentes tipos / duração de estressores e variáveis pessoais únicas podem moldar a resposta da HPA. A atividade do eixo HPA e as citocinas estão intrinsecamente interligadas: as citocinas inflamatórias estimulam o hormônio adrenocorticotrófico (ACTH) e a secreção de cortisol, enquanto os glicocorticóides, por sua vez, suprimem a síntese de citocinas pró-inflamatórias.
Moléculas chamadas citocinas pró-inflamatórias, que incluem interleucina-1 (IL-1), interleucina-2 (IL-2), interleucina-6 (IL-6), interleucina-12 (IL-12), interferon-gama (IFN -Gamma) e fator de necrose tumoral alfa (TNF-alfa) podem afetar o crescimento do cérebro, bem como a função neuronal. Células imunes circulantes, como macrófagos, bem como células gliais (micróglia e astrócitos) secretam essas moléculas. A regulação de citocinas da função hipotalâmica é uma área ativa de pesquisa para o tratamento de transtornos relacionados à ansiedade.
As citocinas medeiam e controlam respostas imunes e inflamatórias. Interações complexas existem entre citocinas, inflamação e respostas adaptativas na manutenção da homeostase. Assim como a resposta ao estresse, a reação inflamatória é crucial para a sobrevivência. A reação inflamatória sistêmica resulta na estimulação de quatro programas principais:
- a reação de fase aguda
- comportamento de doença
- o programa de dor
- a resposta ao estresse

Estes são mediados pelo eixo HPA e pelo SNS. Doenças humanas comuns, como alergia, autoimunidade, infecções crônicas e sepse são caracterizadas por uma desregulação do balanço de citocinas pró-inflamatório versus anti-inflamatório e T helper (Th1) versus (Th2).
Estudos recentes mostram que processos de citocinas pró-inflamatórias ocorrem durante depressão, mania e doença bipolar, além de hipersensibilidade autoimune e infecções crônicas.
A secreção crônica de hormônios do estresse, glicocorticóides (GCs) e catecolaminas (CAs), como resultado da doença, pode reduzir o efeito de neurotransmissores, incluindo a serotonina, norepinefrina e dopamina, ou outros receptores no cérebro, levando assim à desregulação dos neuro-hormônios. Sob estimulação, a norepinefrina é liberada dos terminais nervosos simpáticos dos órgãos, e as células imunes-alvo expressam adrenoreceptores. Através da estimulação desses receptores, a noradrenalina liberada localmente, ou as catecolaminas circulantes, como a epinefrina, afetam o trânsito, a circulação e a proliferação de linfócitos, e modulam a produção de citocinas e a atividade funcional de diferentes células linfóides.
Os glicocorticóides também inibem a secreção adicional do hormônio liberador de corticotropina do hipotálamo e do ACTH da hipófise (feedback negativo). Sob certas condições, os hormônios do estresse podem facilitar a inflamação através da indução de vias de sinalização e através da ativação do hormônio liberador de corticotropina.
Essas anormalidades e a falha dos sistemas adaptativos em resolver a inflamação afetam o bem-estar do indivíduo, incluindo parâmetros comportamentais, qualidade de vida e sono, bem como índices de saúde metabólica e cardiovascular, evoluindo para uma "retroalimentação antiinflamatória sistêmica". "e/ou" hiperatividade "dos fatores pró-inflamatórios locais que podem contribuir para a patogênese da doença.
Foi demonstrado que esta activação sistémica ou neuro-inflamatória e neuro-imune desempenha um papel na etiologia de uma variedade de distúrbios neurodegenerativos tais como Parkinson e Alzheimer, esclerose múltipla, dor e demência associada à AIDS. No entanto, as citocinas e quimiocinas também modulam a função do sistema nervoso central (SNC) na ausência de desafios imunológicos, fisiológicos ou psicológicos evidentes.

## Efeitos psiconeuroimunológicos
Existem agora dados suficientes para concluir que a modulação imune por estressores psicossociais e/ou intervenções pode levar a mudanças reais de saúde. Embora as mudanças relacionadas à doença infecciosa e à cicatrização de feridas tenham fornecido as evidências mais fortes até o momento, a importância clínica da desregulação imunológica é destacada pelo aumento dos riscos em diversas condições e doenças. Por exemplo, os estressores podem produzir consequências profundas para a saúde. Em um estudo epidemiológico, a mortalidade por todas as causas aumentou no mês seguinte a um estressor grave - a morte de um cônjuge. Os teóricos propõem que os eventos estressantes desencadeiam respostas cognitivas e afetivas que, por sua vez, induzem o sistema nervoso simpático e alterações endócrinas e, em última instância, prejudicam a função imunológica. As consequências potenciais para a saúde são amplas, mas incluem taxas de infecção progressão do HIV incidência e progressão do câncer, e altas taxas de mortalidade infantil.

### Entendendo o estresse e a função imunológica
Acredita-se que o estresse afeta a função imunológica por meio de manifestações emocionais e/ou comportamentais, como ansiedade, medo, tensão, raiva e tristeza, além de alterações fisiológicas, como frequência cardíaca, pressão arterial e sudorese. Os pesquisadores sugeriram que essas mudanças são benéficas se tiverem duração limitada, mas quando o estresse é crônico, o sistema é incapaz de manter o equilíbrio ou a homeostase; o corpo permanece em estado de excitação, em que a digestão é mais lenta para reativar ou não reativa adequadamente, muitas vezes resultando em indigestão. Além disso, a pressão arterial permanece em níveis mais elevados.
Em um dos primeiros estudos da PNI, publicado em 1960, os participantes foram levados a acreditar que acidentalmente haviam causado sérios danos a um companheiro por meio do uso indevido de explosivos. Desde então, décadas de pesquisa resultaram em duas grandes metanálises, as quais mostraram uma desregulação imunológica consistente em pessoas saudáveis que estão sofrendo de estresse.
Na primeira meta-análise de Herbert e Cohen, em 1993, eles examinaram 38 estudos de eventos estressantes e função imunológica em adultos saudáveis. Eles incluíram estudos de estressores laboratoriais agudos (por exemplo, uma tarefa de fala), estressores naturalistas de curta duração (por exemplo, exames médicos) e estressores naturalistas de longo prazo (por exemplo, divórcio, luto, cuidado, desemprego). Eles encontraram aumentos consistentes relacionados ao estresse no número de leucócitos totais, bem como diminuições no número de células T auxiliares, células T supressoras e células T citotóxicas, células B e células natural killer (NK). Eles também relataram diminuição relacionada ao estresse na função de células T e NK, e respostas proliferativas de células T a fito-hemaglutinina [PHA] e concanavalina A [Con A]. Esses efeitos foram consistentes para estressores naturalistas de curto e longo prazos, mas não para estressores laboratoriais.
Na segunda meta-análise de Zorrilla et al. em 2001, eles replicaram a meta-análise de Herbert e Cohen. Usando os mesmos procedimentos de seleção de estudo, eles analisaram 75 estudos de estressores e imunidade humana. Os estressores naturalistas foram associados ao aumento no número de neutrófilos circulantes, decréscimos no número e porcentagens de células T totais e células T auxiliares, e decréscimos nas porcentagens de células de células natural killer (NK) e linfócitos de células T citotóxicas. Eles também replicaram o achado de Herbert e Cohen sobre as diminuições relacionadas ao estresse no NKCC e na proliferação de mitógeno de células T para fito-hemaglutinina (PHA) e concanavalina A (Con A).
Mais recentemente, tem havido um crescente interesse nas ligações entre os estressores interpessoais e a função imune. Por exemplo, conflito conjugal, solidão, cuidar de uma pessoa com uma condição médica crônica e outras formas de estresse interpessoal desregulam a função imunológica.

### Comunicação entre o cérebro e o sistema imunológico
- Estimulação de sítios cerebrais altera a imunidade (animais estressados têm sistemas imunológicos alterados).
- Danos nos hemisférios cerebrais alteram a imunidade (efeitos de lateralização hemisférica).[36]
- As células imunes produzem citocinas que atuam no SNC.
- As células imunes respondem aos sinais do SNC.

### Comunicação entre sistema neuroendócrino e imunológico
- Glicocorticóides e catecolaminas influenciam as células imunes.[37][38]
- As endorfinas da medula pituitária e adrenal atuam no sistema imunológico.
- A atividade do sistema imunológico está correlacionada com a atividade neuroquímica/neuroendócrina das células cerebrais.

### Conexões entre glicocorticóides e sistema imunológico
- Hormônios anti-inflamatórios que aumentam a resposta do organismo a um estressor.
- Evitam a reação exagerada do próprio sistema de defesa do corpo.
- Reguladores do sistema imunológico.
- Afetam o crescimento, proliferação e diferenciação celular.
- Causam imunossupressão.
- Suprimem a adesão celular, apresentação de antígeno, quimiotaxia e citotoxicidade.
- Aumentam a apoptose.

### Hormônio liberador de corticotropina (CRH)
A liberação do hormônio liberador de corticotropina (CRH) do hipotálamo é influenciada pelo estresse.
- O CRH é um importante regulador do eixo HPA / eixo de estresse.
- CRH Regula a secreção do hormônio adrenocorticotrófico (ACTH).
- CRH é amplamente distribuído no cérebro e periferia
- O CRH também regula as ações do Sistema Nervoso Autônomo (SNA) e do sistema imunológico.

Além disso, estressores que aumentam a liberação de CRH suprimem a função do sistema imunológico; Por outro lado, os estressores que deprimem a liberação de CRH potencializam a imunidade.
- A mediação central desde a administração periférica do antagonista de CRH não afeta a imunossupressão.

## Avanços farmacêuticos
Agonistas de glutamato, inibidores de citocinas, agonistas dos receptores vanilóides, moduladores de catecolaminas, bloqueadores dos canais iônicos, anticonvulsivantes, agonistas de GABA (incluindo opioides e canabinóides), inibidores de COX, moduladores de acetilcolina, análogos de melatonina (como Ramelton), antagonistas de receptores de adenosina e vários medicamentos diversos (incluindo biológicos como Passiflora edulis) estão sendo estudados por seus efeitos psiconeuroimunológicos.
Por exemplo, ISRSs, ISRNs e antidepressivos tricíclicos atuantes nos receptores de serotonina, noradrenalina, dopamina e canabinóides têm demonstrado ser imunomoduladores e anti-inflamatórios contra processos de citocinas pró-inflamatórias, especificamente na regulação de IFN-gama e IL-10, como bem como TNF-alfa e IL-6 através de um processo psiconeuroimunológico. Os antidepressivos também mostraram suprimir a regulação positiva de TH1.
A inibição tricíclica e dupla da recaptação noradrenérgica serotoninérgica pelos IRSNs (ou combinações SSRI-NRI) também mostraram propriedades analgésicas adicionais. De acordo com evidências recentes, os antidepressivos também parecem exercer efeitos benéficos na neurite experimental auto-imune em ratos, diminuindo a liberação de Interferon-beta (IFN-beta) ou aumentando a atividade de NK em pacientes deprimidos.
Esses estudos justificam a investigação de antidepressivos para uso em doenças psiquiátricas e não psiquiátricas e que uma abordagem psiconeuroimunológica pode ser necessária para a farmacoterapia ideal em muitas doenças. Antidepressivos futuros podem ser direcionados especificamente para o sistema imunológico, bloqueando as ações de citocinas pró-inflamatórias ou aumentando a produção de citocinas anti-inflamatórias.
O sistema endocanabinoide parece desempenhar um papel significativo no mecanismo de ação dos antidepressivos clinicamente eficazes e potenciais e pode servir como alvo para o planejamento e a descoberta de drogas. A modulação dos comportamentos relacionados ao estresse induzida pelo endocanabinóide parece ser mediada, pelo menos em parte, pela regulação do sistema serotoninérgico, pelo qual os receptores canabinóides CB1 modulam a excitabilidade dos neurônios dorsais da serotonina da rafe. Os dados sugerem que o sistema endocanabinoide nas estruturas corticais e subcorticais é diferencialmente alterado em um modelo animal de depressão e que os efeitos do estresse crônico imprevisível (CUS) na densidade do sítio de ligação do receptor CB1 são atenuados pelo tratamento antidepressivo enquanto aqueles no conteúdo endocanabinóide não são.
O aumento na ligação do receptor CB1 da amígdala após o tratamento com imipramina é consistente com estudos anteriores que demonstram coletivamente que vários tratamentos que são benéficos à depressão, como choque eletroconvulsivo e antidepressivos tricíclicos, aumentam a atividade do receptor CB1 em estruturas límbicas subcorticais, como o hipocampo, amígdala e hipotálamo. E estudos pré-clínicos demonstraram que o receptor CB1 é necessário para os efeitos comportamentais dos antidepressivos à base de noradrenérgicos, mas é dispensável para o efeito comportamental dos antidepressivos serotoninérgicos.
Extrapolando a partir das observações de que experiências emocionais positivas impulsionam o sistema imunológico, Roberts especula que experiências emocionais intensamente positivas - às vezes produzidas durante experiências místicas ocasionadas por medicamentos psicodélicos - podem impulsionar poderosamente o sistema imunológico. Pesquisas sobre IgA salivar apóiam essa hipótese, mas testes experimentais não foram realizados.